# Humbert (comte de Savoie)
Pour les articles homonymes, voir Humbert, Humbert Ier et Humbert de Savoie.
Humbert, dit « Humbert-aux-Blanches-Mains », appelé aussi Humbert de Maurienne ou encore Humbert Ier de Savoie (en italien, Umberto I di Savoia dit Umberto Biancamano), né probablement entre 970 et 980 et mort un 1er juillet, entre 1042 et 1048, selon la tradition, est un comte, proche du dernier roi des Deux Bourgognes, Rodolphe III, et à l'origine de la dynastie des Humbertiens connus plus tard comme comtes de Savoie, et dont est issue la maison de Savoie.
Le comte Humbert doit son cognomen (surnom) aux-Blanches-Mains (Albimanus) non pas à la couleur de ses mains, mais en référence, selon certains historiens, à ses qualités politiques. Pour d’autres, l’appellation pourrait provenir d’une déformation de aux blanches murailles montagneuses faisant référence aux montagnes enneigées, c'est-à-dire celui qui contrôle — qui a la main sur — le passage stratégique des grandes vallées alpines de la Savoie. Par ailleurs, ce surnom est apparu bien après sa disparition entre le XIVe siècle, ou plus probablement au XVe siècle, dans les chroniques savoyardes. Il n'est cependant désigné dans les chartes et par les annalistes contemporains que sous la forme de « comte Humbert ».

## Les origines familiales
À ce jour, les ascendances du comte Humbert sont inconnues tout comme ses date et lieu de naissance. Les historiens avancent généralement une après 970. Toutefois, du fait de l'importance du personnage à partir de l'an mil, les historiens de différentes époques ont cherché à trouver les ascendances de ce noble, en tentant parfois de le relier à une origine aristocratique prestigieuse, jusqu'à créer un mythe officiel. Les historiens contemporains semblent au gré des recherches s'éloigner des anciennes thèses en proposant quelques pistes nouvelles.

### La légende
Les différentes chroniques de Savoie depuis le XVe siècle, à la suite des origines avancées par Jehan d'Orieville (ou Orronville), dit Cabaret, — reprise par le généalogiste Samuel Guichenon (1607-1664) ou encore l'érudit Xavier de Vignet (1780-1844) —, donne pour père au comte Humbert un certain Bérold (parfois Berthold). Ce personnage serait un proche parent de l'empereur Otton III — parfois présenté comme neveu — qui selon la Chronique de Savoye de Cabaret aurait fui le Saint-Empire pour se réfugier dans le royaume de Provence, après avoir découvert puis assassiné la femme de l’empereur et son amant,. Il se mit au service du roi d'Arles jusqu'à devenir son capitaine général. Victorieux face aux Piémontais, il devient par la suite le régent à la mort du roi. L'Empereur lui pardonne et donne la Maurienne à son fils, Humbert.
Cabaret apportait ainsi au comte Amédée VIII de Savoie une justification prestigieuse quant à l'origine des Savoie,. Cette origine permettait de prouver leur origine saxonne, tout comme la maison impériale des Ottoniens, et donc leur droit à ceindre, en tant que princes du Saint-Empire, la couronne impériale,.

### Les travaux desXIXeetXXesiècles
Les historiens piémontais ont tenté de démontrer que Humbert descendait de la maison d'Ivrée,.
L'historien français Georges de Manteyer (1899) imagine lui une provenance de Bourgogne, du fait d'une proximité territoriale mais aussi d'alliances observées entre les Hugonides, comtes de Provence, et les Humbertiens,. Cette orientation se retrouve dans les travaux du médiéviste Maurice Chaume (1947).
Le suisse Gingins La Sarraz (1865), dans un mémoire consacré aux origines de la maison de Savoie, avance l'hypothèse d'une proximité avec les Bosonides, descendants de Boson l'Ancien,.
Maxime Reymond (1919), archiviste vaudois, propose comme ancêtres d'Humbert les Vermandois, du diocèse de Belley.
Le médiéviste anglais Charles William Previté-Orton (1912) fait une synthèse des travaux précédents et s'interroge sur la possibilité de l'émergence d'une famille locale les Savoie-Belley avec un père Amédée (Amadeus), fils d'un certain Humbert (v. 927-v. 976), comte de Belley,,. Cette ascendance peut trouver un certain écho dans la mesure où le prénom, rare pour la période et la région, est portée par le fils du comte Humbert (Amédée). Selon cette généalogie, Humbert de Belley serait le fils de Charles-Constantin, comte de Viennois,.

### Les hypothèses actuelles
Selon les historiens, Laurent Ripart (1999), maître de conférence à l'université de Savoie, ou encore Cyrille Ducourthial (2008), le personnage est mentionné dans une vingtaine à une soixantaine d'actes autour de l'an mil,. L'origine d'Humbert pourrait être, d'après ces mêmes historiens, le Viennois. Lui, ainsi que son frère, Burchard, et l'évêque de Belley, Odon, qui semble très probablement être aussi un frère aîné, possèdent des terres et des droits dans le Sud de l'évêché de Belley. Toutefois, à ce jour, aucun acte ne mentionne le nom du père ou d'un quelconque ascendant. Le médiéviste François Demotz (2003) avance l'hypothèse que ce que l'on peut nommer les préhumbertiens correspond à un ensemble de plusieurs familles provenant de la Bourgogne et qui se seraient installées, là aussi, dans le Viennois. Ces approches des années 2000-2010 reprennent en partie les hypothèses sur l'origine bourguignonne, avancées par l'historien Georges de Manteyer (1899). L'hypothèse d'un lien entre les premiers Savoie et les Bosonides reste toujours présente dans la recherche actuelle,. L'usage de l'anthroponyme « Humbert », relèvent François Demotz ou encore Laurent Ripart, semble confirmer ce lien. Bernard Demotz souligne quant à lui que les droits des Humbertiens sur les comtés de Belley et de Savoie n'ont jamais été contestés, indiquant une implantation probablement ancienne mais qui reste à être précisée.
Les deux plus anciens actes connus mentionnant le comte Humbert remontent au tout début du XIe siècle. Une source extraite des Cartulaires de l'église-cathédrale de Grenoble, dits Cartulaires de saint Hugues, du 25 janvier 1000, contient une souscription (signature) composée des trois noms : Signum domni Oddoni, episcopi. Signum Buorchardi. Signum Uberti, signé au château de Bocsozel (castrum Bocizelo). Ces trois personnages que l'on associe à une fratrie, sont énoncés avec en premier, Odon, évêque de Belley, qui pourrait être le grand frère, suivi du cadet, Burchard, et enfin le benjamin, Humbert. Un autre document daté du 2 avril 1003, castrum Bocissello (le même que le précédent ?), mentionne les trois frères, mais dans un ordre différent : Signum domni Hotdoni, episcopus. Signum Umberto, comiti, et uxori sua. Signum Borcardi. Humbert est, durant l'intervalle devenu, comte.
Cette famille peut être considérée comme puissante au niveau régional puisqu'une proche parente, peut être une sœur, Hermengarde ou Ermengarde, épouse en 1011 le dernier roi de Bourgogne, Rodolphe III, pour qui c'est le second mariage. Cette influence familiale s'observe déjà vers la fin du Xe siècle, lorsque Odon, fut qualifié par l'archevêque de Vienne Thibaud de quidam illustris stemmate, ecclesie Bellicensis onomate Odo presul. L'archevêque Thibaud laisserait ainsi entendre que les Humbertiens pourraient provenir d'une naissance illustre (illustris stemma), sans pour autant en apporter de preuves.

## Carrière comtale

### Les premières mentions
La première mention d'Humbert se fait aux alentours de l'an mil dans un acte de l'église-cathédrale de Grenoble, dits Cartulaires de saint Hugues, du 25 janvier 1000. Il s'agit d'un acte signé par Humbert concernant l'échange de biens par lequel Odon, évêque du Belley, obtient le précaire de Traize et son pagus, dans le comté de Belley, de Thibaud, archevêque de Vienne. Une clause précise que l'évêque dispose de ces terres et peut les léguer à l'un des membres de sa famille, dont ses frères. Trois années après, un second acte le mentionne comme comte, Umberto, comiti, sans autre précision.
Humbert s’installe au château-fort de Charbonnières, bâti vers le milieu du IXe siècle et qui domine la ville d’Aiguebelle, la capitale du comté, et défend la vallée de la Maurienne. Il était situé à un endroit stratégique, aux marches de la vallée de La Rochette et de ce qui est aujourd’hui la Savoie Propre et la Haute-Savoie. Ce castel féodal resta jusque vers le milieu du XIIIe siècle la résidence ordinaire des premiers comtes de Savoie.
Humbert intervient dans différentes affaires de la région. Ainsi en mars 1018, il représente l'abbé de Cluny lors d'un échange entre un certain Ratcherius et l'abbaye de Romainmôtier. En 1022, il est mentionné comme « comte de Maurienne » — Laurent Ripart insiste pour que l'on transcrive la titulature sous la forme de « comte en Maurienne » — dans la donation de la terre d'Ambilly, dans le comté de Genève, par Lambert, évêque de Langres, en échange des droits sur l'église de Cusy,. Trois ans plus tard, le 19 octobre, il intervient pour approuver un échange entre Brochard, évêque d'Aoste et fils du comte, et un certain nommé Katelme.
Le comte Humbert domine la partie septentrionale du Viennois avant 1025 avec le comté de Sermorens (ou Salmorenc, Salmourenc) (v. 1003). Ces deux comitatus de Vienne et du Sermorens sont reçus en douaire (1014-1016) par la reine Ermengarde, à la suite de son mariage avec Rodolphe III,. Le fils d'Humbert, Buchard, obtient des suites de ce mariage l'évêché d'Aoste, entre 1018 et 1022. Il prête serment pour ces différents comtés au concile d'Anse de 1025. Il obtient, grâce à son mariage, des droits en Valais et dans le Chablais, devenant notamment l'abbé laïc de abbaye territoriale de Saint-Maurice d'Agaune vers 1032,,.
La reine Ermengarde, après avoir fondé l'abbaye de Talloires en 1030, lègue des terres en amont du lac d'Annecy après avoir pris conseils auprès des grands personnages. Parmi eux, l'archevêque de Vienne, Léger, l'archevêque de Tarentaise, Aimon (?), les évêques de Genève, Frédéric, et de Valence, Ponce, ainsi que le comte Humbert,.

### La succession de Bourgogne
À la suite de la mort du roi Rodolphe III en 1032, la reine Ermengarde se réfugie auprès de son parent, le comte Humbert. Celui-ci devient son advocatus, ou du moins selon Bernard Demotz son conseiller.
Face au conflit de succession du roi, deux camps s'opposent. La reine Ermengarde et le comte Humbert prennent le parti de l'empereur du Saint-Empire Conrad II, dit Le Salique, duc de Franconie,. Le conflit de succession oppose l'empereur à son neveu Eudes II de Blois, le comte est chargé du commandement d'une armée en provenance du val d'Aoste qui envahit les terres conquises par Eudes II. Il intervient notamment dans la marche de Maurienne (marquis) en 1033 pour soumettre l’évêque rebelle de Maurienne, qui avait reçu le soutien d'Eudes II. Avec quelques troupes qu’il avait levées en Piémont, Humbert organisa un long siège de la ville de Saint-Jean-de-Maurienne, résidence de l’évêque, puis la prit d’assaut et la fit entièrement raser. Il marche ensuite sur la cité de Genève où il obtient la reddition du comte de Genève, Gérold II, et l'archevêque de Lyon, Buchard, le propre fils d'Humbert. La victoire est obtenue l'année suivante.
L’empereur Conrad annexe l’évêché de Maurienne à celui de Turin, et le siège épiscopal de Saint-Jean-de-Maurienne est interdit jusqu’en 1061. En remerciement de ce soutien, l'empereur Conrad II aurait fait une donation importante à Ermengarde et Humbert. Humbert est nommé lieutenant, recevant le titre de comte souverain en Savoie (comes in agro Savojensi), selon une charte de l'abbaye de la Novalaise, en l'an 1036. il obtient, vers 1043 -1046, le comté de Maurienne — Humbert est le premier seigneur à porter ce titre, mais qui sera surtout utilisé par ses successeurs —. Cette première concession ne s’étend qu’à une partie de la Maurienne et à quelques-unes de ses petites vallées, peut-être également à la Tarentaise, mais les sources ne permettent pas de l'énoncer clairement. En tout cas, quelque temps après, Humbert possède les titres de comte de Tarentaise, du Val d'Aoste, du Bugey et de Sermorens (1038) et possède le Chablais (après 1032).
L'extension du pouvoir du comte s'étend également avec ses fils. Son second fils, Buchard (Burckard), devient coadjuteur de l'évêché d'Aoste (1025-1032), avant de devenir archevêque de Lyon (1033-1034), puis enfin prieur de l'abbaye de Saint-Maurice d'Agaune,. Aymon de Savoie, son quatrième fils, obtient l'évêché de Sion et le titre d'abbé de Saint-Maurice d'Agaune. Othon (Odon) épouse Adélaïde, fille Oldéric-Manfred II d'Oriate, descendante des Arduinides et héritière des titres de marquise (margrave) de Suse et de comtesse de Turin.

## Mort et lieu de sépulture
La mort du comte est incertaine. Selon la légende construite dans ses Chroniques de Savoie, Cabaret donne la date de 1048,. L'obituaire de l'abbaye de Talloires donne pour date de cette mort un 1er juillet : Kal. Julii obiit Upertus amicus noster. Cependant, les recherches récentes estiment la mort du comte avant cette date, l'historien Laurent Ripart proposant ainsi l'année 1042,. La tradition veut qu'il soit également mort au château d'Hermillon (ou « tour du Châtel », en face de Saint-Jean-de-Maurienne).
Selon la tradition historiographique, le comte Humbert serait enterré dans la cathédrale Saint-Jean-Baptiste de Saint-Jean-de-Maurienne. Le cénotaphe que l'on peut voir aujourd'hui (cf. photographie) date du XVIIIe siècle. Jean Cabaret d'Orville dit Cabaret, dans ses Chroniques de Savoie, indique que « fust sevellis en grant pleurs de ses barons et subgés en l’église de Saint Jehan en la cité de Maurianne, en laquelle il fonda le chapitre pour moytié ». Cette affirmation semble en fait reposer sur une fausse charte de la cathédrale. Selon l'approche récente de l'historien Laurent Ripart, la sépulture se trouverait plus du côté du prieuré des Échelles, que le comte avait fondé en 1042,. Sa présence dans la cathédrale de Saint-Jean-de-Maurienne semble être une confusion avec son arrière-petit-fils Humbert II. Ce choix pour les Échelles doit être perçu comme le « marquage de [son] corps l’espace politique qu’il [est] en train de construire », placé à la frontière de son domaine et de son voisin le comte guigonides de Grenoble.

## Famille
Humbert épouse aux alentours de l'an mil une certaine Auxiliende ou Ancilie (ou Ancilia, Ancilla, Auxilia). Toutefois, son identité n'est pas connue, son appartenance fait débat. Par ailleurs, les travaux des historiens Szabolcs de Vajay (en) (1921-2010) ou plus récemment François Demotz avancent qu'en raison de sa longue vie, le comte Humbert aurait pu avoir eu une seconde épouse.
Selon les différentes analyses, Auxiliende ou Ancilie pourrait être membre de l'une des familles suivantes :
- les Anselmides qui possèdent des terres en Valais et en vallée d'Aoste, hypothèse la plus probable pour les travaux récents de Laurent Ripart ou François Demotz[43]. Surtout que les Humbertiens sont les héritiers des terres de cette famille. Il s'agirait ainsi d'Ancilie d'Aoste, fille du vir illustris Anselme, recteur laïc de l’abbaye de Saint-Maurice d'Agaune et sœur d'Anselme, évêque d'Aoste (selon les historiens Previté-Orton (1912)[44],[45], Gros (1948)[46], Guichonnet (1996)[47], Barbero (2000)[48] ou encore Demotz (2000)[49]) ;
- les Lenzbourg, originaire de l'Argovie (château de Lenzbourg). Ancilie serait la sœur du comte Ulrich de Lenzbourg[50] ;
- les Nyon, originaire du pays de Vaud. Ancilie serait la fille d'Anselme de Nyon pour Manteyer (1899)[51] ;
- les Solignac, originaire du Velay, au sein de laquelle le prénom est caractéristique. Cette hypothèse est avancée par le chanoine et médiéviste Maurice Chaume (1888-1946)[13],[52].

Selon la Foundation for Medieval Genealogy, la filiation d'Auxilia est déduite du fait que son fils Buchard est décrit par Rodolfus Glaber, moine chroniqueur, comme nepos (neveu) de l'archevêque Burchard de Lyon qui était le fils illégitime de Conrad III, roi de Bourgogne et de sa maîtresse Aldiud. Aldiud était l'épouse d'Anselm, ce couple étant possiblement les parents d'Auxilia. Un autre élément est également suggéré par la charte du 12 juin 1052 en vertu de laquelle son fils Aymon, a fait don d'un bien, hérité de son oncle Oudolric (Odalric, Ulrich), également supposé fils d'Anselm et Aldiud, à l'église de Sion.
Son épouse décède probablement après 22 octobre 1030, puisqu'elle semble présente lors d'une donation de son fils Amé pour la fondation du prieuré du Bourget. Cependant, le document semble être un faux selon l'historien Pierre Duparc.
De ce mariage naissent quatre enfants, dont :
- Amédée Ier (v. 1016-v. 1051/60), surnommé Cauda, c'est-à-dire la Queue, 2e comte en Maurienne ;
- Bouchard ou Burckard ou Buchard (vivant en 1022 et mort le 10 juin 1046), coadjuteur puis évêque d'Aoste, archevêque de Lyon et enfin prieur de St-Maurice d’Agaune ;
- Aymon (vivant en 1023 et mort en 1054), abbé bénédictin de St-Maurice d’Agaune, évêque de Sion (1034-1054)[Note 4] ;
- Othon Ier ou Odon (v. 1023-1060), marquis en Italie (v. 1045), 3e comte en Maurienne (1051 à 1060).

L'évêque de Maurienne (v. 1060), Brochard ou Burchard, a été donné, sans preuves, pour un frère ou un fils d'Humbert, notamment le curé Esprit Combet, dans son Histoire chronologique des évêques de Maurienne (1633-1636).
Georges de Manteyer (1925) avancait qu'il pouvait avoir eu une Adélaïde/Alix (v. 1025), qui épouse Guigues le Vieux (1000-1070), comte d’Albon et de Grésivaudan.

## Titres et possessions

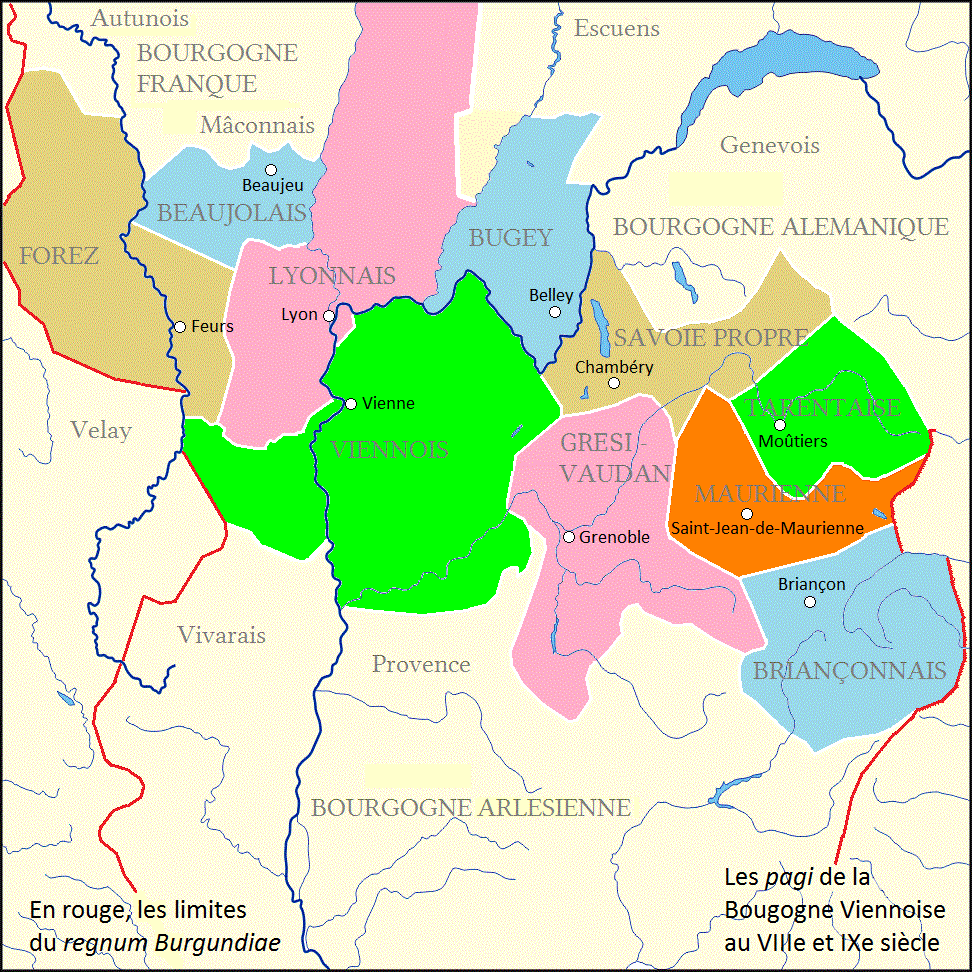
Pagi sous l'époque carolingienne.

Mentionné comte en 1003 mais sans autre précision, Humbert semble détenir les droits sur les comtés de Savoie en 1003 (dont le titre ne sera mentionné pour la première fois qu'en 1143), puis celui de Belley, de Nyon ou des Équestres (Comitatus equestricus) en 1018, enfin celui d’Aoste (comitatus Augustensis) en 1024,. Sur ce dernier territoire, le placement de son fils à la tête de l'évêché permet à la famille de s'implanter, faisant dire au médiéviste Laurent Ripart qu'elle y possédait une « autorité de nature princière sur le diocèse d’Aoste ».
Le comte Humbert semble prendre le contrôle du comté de Vienne (ou de Viennois) que l'on appellera le « Viennois savoyard » par la suite, avant 1025, ainsi que celui de Sermorens (ou Salmorenc, Salmourenc, Selmourenc). Ces deux comitatus appartiennent à la reine Ermengarde, à la suite de son mariage avec le roi Rodolphe III. Afin de garantir ses droits sur ces différents territoires (Aoste, Sermorens et Viennois), il prête un serment de paix lors du concile d'Anse de juin 1025,, dit paix en Viennois, selon une publication de Georges de Manteyer. Il obtient, grâce à son mariage, des droits en Valais et dans le Chablais,, devenant notamment l'abbé laïc de abbaye territoriale de Saint-Maurice d'Agaune vers 1032,. Il semble enfin posséder des droits dans la haute-vallée de la Tarentaise. En 1036, cette implantation en Valais s'accroit avec l'arrivée de son fils, Aymon, à la tête de l'évêché de Sion.